# Hongcun
Hongcun es una localidad situada en el sur de la provincia china de Anhui, en las laderas de las montañas Huangshan. Junto con Xidi fue declarada por la Unesco en el año 2000  Patrimonio de la Humanidad con la denominación de antiguos poblados del sur de Anhui.
La villa fue fundada en 1131 durante el periodo de la dinastía Han por miembros de la familia Wang. Esta familia, que contaba entre sus miembros con numerosos dignatarios y mercaderes, fue el origen de la prosperidad de la villa y de la construcción de sus magníficos edificios.
El pueblo en su conjunto tiene forma de buey: la colina de Leigand, situada en el extremo oeste del pueblo, representa la cabeza y los dos árboles que ahí se encuentran los cuernos del animal; cuatro puentes sobre el arroyo Jiyin recuerdan las cuatro patas mientras que las casas del pueblo forman el cuerpo. Los meandros del arroyo que cruza el pueblo simulan los intestinos mientras que los lagos representan el estómago del animal.
La arquitectura y las decoraciones talladas de las cerca de 150 residencias datan de las dinastías Ming y Qing. Están consideradas entre las más notables de toda China. Una de las residencias abiertas al público, el pabellón Chenzhi, alberga en su interior un pequeño museo.
En Hongcun se rodó parte de la película Wò hǔ cáng lóng, dirigida por Ang Lee en el año 2000.